# Bairdia iwaizakiensis
Bairdia iwaizakiensis är en kräftdjursart. Bairdia iwaizakiensis ingår i släktet Bairdia och familjen Bairdiidae. Inga underarter finns listade.